# Gwynne Shotwellová
Gwynne Shotwellová rozená Rowleyová (* 23. listopadu 1963 Evanston) je americká podnikatelka. Je prezidentkou a hlavní provozní ředitelkou SpaceX, jenž zajišťuje kosmické lety pro vládu i komerční zákazníky. V roce 2019 byla časopisem Forbes zařazena na 55. místo v žebříčku sta nejmocnějších žen světa, v roce 2024 pak na 25. místo.

## Mládí avzdělání
Shotwellová se narodila v Evanstonu v Illinois jako prostřední ze tří dcer do rodiny neurochirurga a umělkyně a vyrůstala v Libertyville. S červenými diplomy absolvovala bakalářské a magisterské studium strojírenství a aplikované matematiky na Severozápadní univerzitě.

## Kariéra
Shotwellová původně chtěla pracovat v automobilovém průmyslu a absolvovala manažerský program u společnosti Chrysler, ale toužila spíše po strojírenské roli a v tomto průmyslu nakonec nezůstala. V roce 1988 začala pracovat ve výzkumném centru The Aerospace Corporation, kde prováděla technickou práci v oblasti vesmírného výzkumu a vývoje pro armádu. O deset let později, v roce 1998, se stala vedoucí oddělení vesmírných systémů pro Microcosm.
V roce 2002 se stala viceprezidentkou pro obchodní rozvoj a členkou představenstva společnosti SpaceX, jenž byla tentýž rok založena Elonem Muskem. Stala se tak jejím jedenáctým zaměstnancem. Nyní je Shotwellová její prezidentkou a hlavní provozní ředitelkou.